# وكالة الاستخبارات العلمية
وكالة الاستخبارات العلمية (بالإنجليزية: scientific intelligence agency)‏ أو مكتب الاستخبارات العلمية (OSI) (بالإنجليزية: Office of Scientific Intelligence)‏ المعروف أيضًا باسم وحدة الاستخبارات العلمية (بالإنجليزية: Scientific Intelligence Division)‏ كان قسمًا تابعًا لوكالة الاستخبارات المركزية، في عام 1963 دُمج المكتب في مديرية العلوم والتكنولوجيا التابع لـ CIA ومن أشهر القضايا حول هذا المكتب هي قضية الجاسوس الإسرائيلي جوناثان بولارد.

## الاستخدامات الخيالية للاسم
«مكتب الذكاء العلمي» هو اسم فرع مخابرات سري خيالي تابع للحكومة الأمريكية ظهر في السبعينيات في المسلسل التلفزيوني رجل الستة ملايين دولار و The Bionic Woman و The Venture Bros. يستخدم الاسم أيضًا في The Puppet Masters .
استعمل ستيفن كينج اسم مختلف في أفلامه، قسم الذكاء العلمي (Department of Scientific Intelligence)، المعروف أيضًا باسم «المتجر»، الأفلام هي: Firestarter و The Lawnmower Man .

## روابط خارجية
- مديرية المخابرات (DI)